# Fashion Pack
Fashion Pack ist ein Popsong von Amanda Lear aus dem Jahr 1979, der von ihr und Anthony Monn geschrieben wurde. Es erschien auf ihrem dritten Studioalbum Never Trust a Pretty Face.

## Geschichte
Der Liedtext wurde von Amanda Lear geschrieben, und die Musik und Produktion stammen von Anthony Monn. Das Lied erzählt vom Manhattan-Nachtclub Studio 54 und angesagten Pariser Orten, wie Maxim’s und Le Palace. Es erwähnt ihre berühmten Gäste: Andy Warhol, Liza Minnelli, Bianca Jagger und mehr. Fashion Pack wurde 1979 als zweite Single aus Lears dritten Album Never Trust a Pretty Face ausgekoppelt.
Lear hat die neuen Versionen von Fashion Pack auf ihren Alben Cadavrexquis (1993) und Back in Your Arms (1998) veröffentlicht. Jedes Mal wurde der Songtext aktualisiert und neue Namen hinzugefügt, zum Beispiel Madonna, Thierry Mugler, Claudia Schiffer und Sylvester Stallone. 2016 wurde noch eine neue Version des Liedes auf dem Album Let Me Entertain You aufgenommen. Diese Version erwähnt unter anderem Kate Moss, Chanel, die Paris Fashion Week und Instagram.

## Charts und Chartplatzierungen
| ChartsChartplatzierungen | Höchstplatzierung | Wochen |
| ------------------------ | ----------------- | ------ |
| Deutschland (GfK)        | 24 (6 Wo.)        | 6      |